# 楊紘 (萬曆進士)
楊紘（？—？），字子扩，廣東肇庆府高要縣軍籍，南雄府保昌县人，明朝政治人物。

## 生平
万历十六年（1588年）戊子科廣東乡试举人，萬曆三十二年（1604年），登甲辰科进士，授北直邢台县知县，剔蠹爱贤，卒于任，祀乡贤。，號石帆